# Bodnarivka, Iarmolînți
Bodnarivka (în ucraineană Боднарівка) este localitatea de reședință a comunei Bodnarivka din raionul Iarmolînți, regiunea Hmelnîțkîi, Ucraina.

## Demografie
Componența lingvistică a localității Bodnarivka
     Ucraineană (98,98%)
     Rusă (1,02%)
Conform recensământului din 2001, majoritatea populației localității Bodnarivka era vorbitoare de ucraineană (98,98%), existând în minoritate și vorbitori de rusă (1,02%).